# Акоста-и-Лара, Мартин
Мартин Рауль Акоста-и-Лара Диас (исп. Martín Raúl Acosta y Lara Díaz; 12 марта 1925, Монтевидео — 5 января 2005, Мендоса) — уругвайский баскетболист. Бронзовый призёр летних Олимпийских игр 1952 года, участник летних Олимпийских игр 1948 года, чемпион Южной Америки 1953 года.

## Биография
Мартин Акоста-и-Лара родился 12 марта 1925 года в уругвайском городе Монтевидео.
В 1944—1946 годах играл в баскетбол за «Троувилье» из Монтевидео, в составе которого в 1945 году стал чемпионом страны. Впоследствии выступал за «Пеньяроль» из Монтевидео.
В 1948 году вошёл в состав сборной Уругвая по баскетболу на летних Олимпийских играх в Лондоне, занявшей 5-е место. Провёл 8 матчей, набрал (по имеющимся данным) 2 очка в матче со сборной США.
В 1952 году вошёл в состав сборной Уругвая по баскетболу на летних Олимпийских играх в Хельсинки и завоевал бронзовую медаль. Провёл 7 матчей, набрал 93 очка (31 в матчах со сборной Аргентины, 21 — с Францией, по 15 — с СССР, 10 — с США, 9 — с Венгрией, 7 — с Чехословакией).
В 1953 году завоевал золотую медаль чемпионата Южной Америки в Монтевидео.
В 1954 году участвовал в чемпионате мира в Рио-де-Жанейро, где уругвайцы заняли 6-е место. Провёл 9 матчей, набрал 66 очков.
Умер 5 января 2005 года в аргентинском городе Мендоса. Похоронен на кладбище дель Бусео в Монтевидео.